# Suzana Tratnik

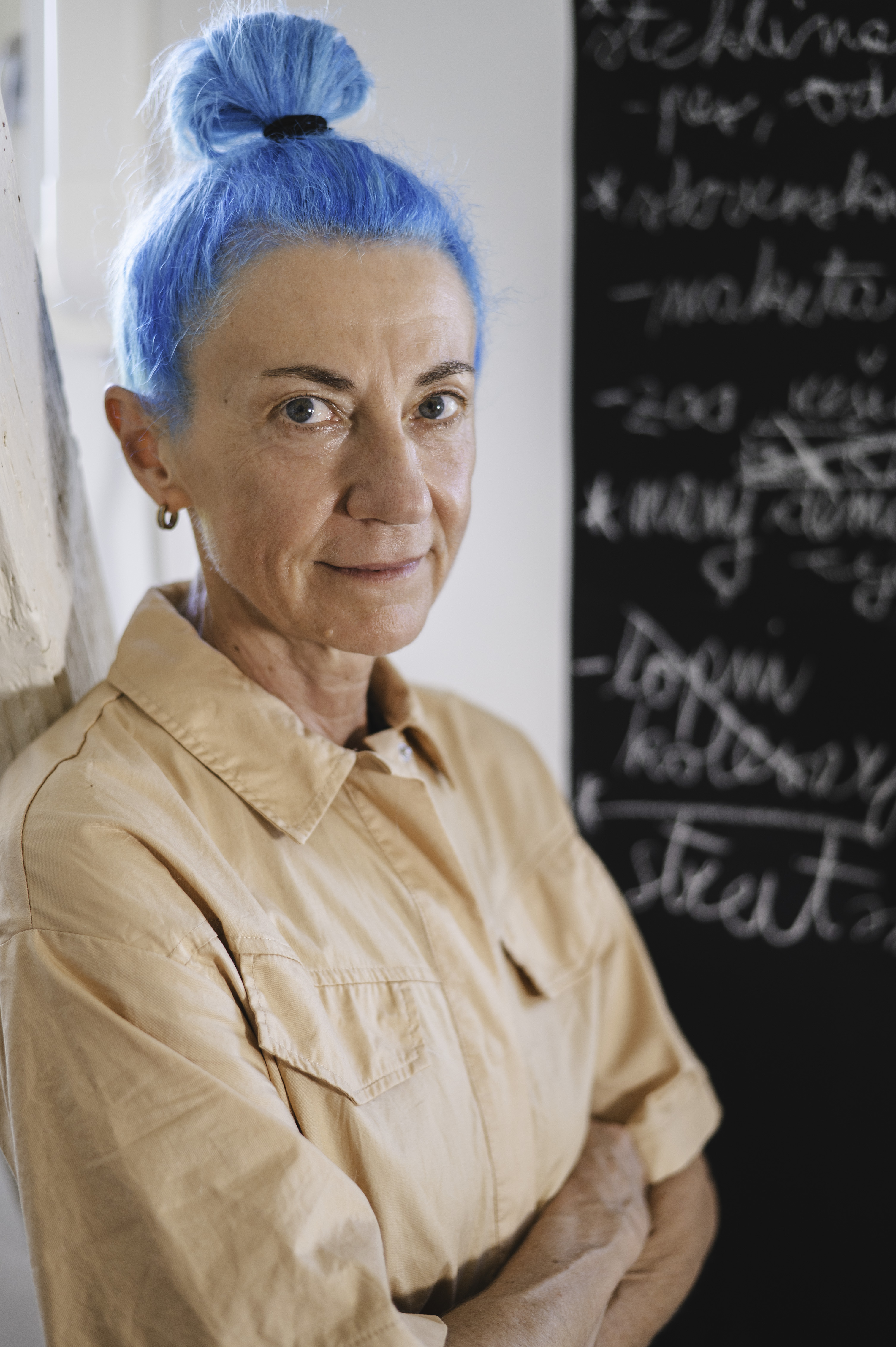
Suzana Tratnik (2024)

Suzana Tratnik (* 20. April 1963 in Murska Sobota, SFR Jugoslawien) ist eine slowenische Schriftstellerin, Übersetzerin, Aktivistin und Soziologin.

## Leben und Werk
Tratnik absolvierte ein Soziologie-Studium an der Universität Ljubljana und ein darauffolgendes Master-Studium zu Geschlechteranthropologie am Institutum Studiorum Humanitatis ebenfalls in Ljubljana, wo sie seitdem lebt und arbeitet. Seit 1987 engagiert sie sich in der Lesben- und Schwulenbewegung in Jugoslawien und später Slowenien. Tratnik gründete mit Nataša Sukič 1987 die lesbische Gruppe ŠKUC-LL, eine Sektion des Vereins ŠKUC (dt. Studentisches Kunst- und Kulturzentrum), war Mitarbeiterin des LGBT-Filmfestivals in Ljubljana, von 2001 bis 2008 künstlerische Leitung im lesbischen Klub Monokel und wirkte von 2008 bis 2013 beim Programm des Cafe Open, einem Cafe für LGBT-Personen und Sympathisanten, mit. Sie publiziert journalistische und wissenschaftliche Beiträge zum Thema LGBT. Sie schreibt für zahlreiche Zeitschriften und war von 1989 und 1997 als Redakteurin bei der Zeitschrift Revolver tätig.

## Literarisches Schaffen
Tratniks Engagement spiegelt sich auch in ihrem literarischen Schaffen wider. Sie schreibt Prosa für Erwachsene und Jugendliche. Als die zwei Hauptthemen ihres Schreibens bezeichnet Tratnik die Schicksale von Randexistenzen in der modernen urbanen Gesellschaft und der Blick auf die Kindheit im Jugoslawien der 1960er und 1970er Jahre. Ihr Roman Ime mi je Damjan (2001) ist der erste slowenische Transgender-Roman, Tretji svet (2007) hingegen der erste lesbische Roman Sloweniens. 2007 erhielt sie für den Roman Vzporednice den Preis der Prešeren-Stiftung, 2017 den Novo-Mesto-Kurzgeschichten-Preis sowie 2018 den Desetnica-Preis für Kinder- und Jugendliteratur für ihr Werk Tombola ali življenje!. 2016 stand sie als Autorin im Fokus des Literaturfestivals Fabula. Ihre Bücher und Kurzgeschichten wurden in zahlreiche Sprachen übersetzt, während Tratnik wiederum zahlreiche Werke aus der englischen Sprache ins Slowenische übersetzt hat, darunter Werke von Judith Butler, Adrienne Rich und Truman Capote.

## Werke

### Prosa
- Pod ničlo. Ljubljana, 1997.
  - dt. Übersetzung: Unterm Strich. Erzählungen aus Slowenien, Milena-Verlag, Wien 2002, ISBN 978-3-852860-97-8. Übersetzt von Andrej Leben.
- Ime mi je Damjan. Ljubljana, 2001.
  - dt. Übersetzung: Mein Name ist Damian, Milena-Verlag, Wien 2005, ISBN 978-3-85286-128-9. Übersetzt von Andrej Leben.
- Na svojem dvorišču. Ljubljana, 2003.
- Vzporednice (Ljubljana, 2005).
  - dt. Übersetzung: Farbfernsehen und sterben: Erzählungen, Zaglossus Verlag, Wien 2011, ISBN 978-3-950292-23-7. Übersetzt von Andrej Leben.
- Tretji svet. Ljubljana, 2007.
- Česa nisem nikoli razumela na vlaku. Ljubljana, 2008.
- Dva svetova. Ljubljana, 2009.
- Zafuškana Ganca. Maribor, 2010.
- Rezervat. Maribor, 2012.
- Noben glas. Ljubljana, 2016.
- Tombola ali življenje. Ljubljana, 2017.
- Norhavs na vrhu hriba. Ljubljana, 2019.
  - dt. Übersetzung: Am Rande des Irrsinns. Konkursbuch Verlag, Tübingen 2025, ISBN 978-3-88769-204-9. Übersetzt von Alexander Hannes Rath.
- Pontonski most. Ljubljana, 2020.
  - dt. Übersetzung: Die Pontonbrücke. Konkursbuch Verlag, Tübingen 2023, ISBN 978-3-88769-207-0. Übersetzt von Zuzana Finger.
- Ava. Ljubljana, 2021.
- Škarje. Ljubljana, 2023.

### Fachpublikationen
- L, zbornik o lezbičnem gibanju na Slovenskem 1984-1995. Herausgabe zusammen mit Nataša S. Segan, Ljubljana, 1995.
- Lezbična zgodba: literarna konstrukcija seksualnosti. Ljubljana, 2004.
- Lezbični aktivizem po korakih. Ljubljana, 2013.
- Konec strpnosti. Ljubljana, 2013.